# 桑島層
桑島層（くわじまそう）あるいは桑島互層（くわじまごそう）は、石川県白山市、手取層群に含まれる前期白亜紀バレミアンの地層。特定できる化石が少ないため正確な年代は不明で、以前はベリアシアンより後でバレミアンより前といった研究や、バランギニアンからオーテリビアンの可能性が考えられていたが、現在では、バレミアンであったと考えられている。恐竜を含めた他の脊椎動物は、地層の最上部にある桑島化石壁「Fossil Bluff」地点から出土している。